# Club Comunicaciones
Der Club Comunicaciones ist ein argentinischer Sportverein aus dem Stadtteil Agronomía der Hauptstadt Buenos Aires. Der Verein ist hauptsächlich für seine Fußballabteilung bekannt und wird auch Cartero oder Comu genannt.

## Geschichte
Der Club Comunicaciones wurde am 15. März 1931 von Mitarbeitern der Post unter dem Namen „Club Atlético Correos y Telégrafos“ gegründet. 1953 erhielt er seinen heutigen Namen. Die Vereinsfarben, Gelb und Schwarz, stammen von den internationalen Postfarben. Der Klub war für seine Karnevalsveranstaltungen bekannt und hatte in den 1960er Jahren großen Erfolg im Fußball, indem er in verschiedenen Ligen mehrmals aufstieg. Trotz finanzieller Krisen in den 1990er Jahren, die durch die Privatisierung der Post verursacht wurden, kehrte der Verein 2005 in die Primera B Metropolitana zurück. Seitdem hat er sich durch Infrastrukturinvestitionen stabilisiert und 2022 nach 22 Jahren gerichtlicher Verwaltung die Kontrolle wieder an die Mitglieder zurückgegeben, mit Ezequiel Segura als neuem Präsidenten. Zwar gewann das Fußballteam die Apertura-Meisterschaft der Primera B Metropolitana, verpasste aber im Torneo Reducido den Aufstieg.

## Stadion
Seine Heimspiele trägt der Club Comunicaciones im 2076 Zuschauer fassenden Estadio Alfredo Ramos aus. Das Stadion wurde 1962 eröffnet.

## Erfolge
- Meister der Primera B Metropolitana: 1995/96, 2008/09
- Meister der Primera C: 1968, 1969, 2004/05

## Weitere Sportarten
Der Club Comunicaciones bietet im Fußball auch Frauenfußball, Fußball für Kinder/Jugendliche und Futsal an. Daneben hat der Verein folgende weitere Sparten:
- Baseball
- Basketball
- Boxen
- Feldhockey
- Gewichtheben
- Gymnastik
- Handball
- Kunstturnen
- Rollhockey
- Taekwondo
- Tennis
- Volleyball